# Казарма 153 км
Казарма 153 км (рос. Казарма 153 км) — населений пункт в Думіницькому районі Калузької області Російської Федерації.
Населення становить 1 особу. Входить до складу муніципального утворення Присілок Верхнє Гульцово.

## Історія
Від 2004 року входить до складу муніципального утворення Присілок Верхнє Гульцово.

## Населення
| 2002 | 2010 |
| ---- | ---- |
| 4    | ↘1   |